# Mlýnský potok (rameno Moravy)
Mlýnský potok je pravým ramenem řeky Moravy na Litovelsku. Jeho celková délka přesahuje 36,5 km a je nejdelším antropogenním vodním tokem v okrese Olomouc. Motivací pro jeho úpravu a údržbu byl pohon hynkovských, horeckých a olomouckých mlýnů, posléze získal ochrannou funkci. Ve 20. století začal být postupně využíván pouze k výrobě elektřiny a závlaze lesů. Koryto potoka je převážně hlinité a široké 7 až 15 metrů, teče jihovýchodním směrem. Část jeho toku tvoří jižní hranici CHKO Litovelské Pomoraví.
V první části svého toku, od počátku u Řimice po dočasné spojení s Moravou poblíž Hynkova, bývá Mlýnský potok nazýván také Malá voda. Malá voda je dlouhá 18,7 km, patří mezi vodohospodářsky významné toky a někdy bývá uváděna samostatně. Poblíž Mladče se tok dočasně rozděluje na dvě ramena: Mlýnský potok (též Vísecký potok) a Malou vodu.
Ve své druhé části, od opětovného oddělení od Moravy u Hynkova do soutoku s Moravou v Olomouci, je Mlýnský potok označován též jako Střední Morava (německy Mittel-March). Střední Morava je dlouhá 17,85 km a vzhledem k celoročnímu zákazu splouvání Moravy mezi Hynkovem a ústím Cholinky slouží jako náhradní vodácká trasa. Pro druhou část Mlýnského potoka se v minulosti užívalo taktéž názvu Stará Morava (německy Alte-March) či Moravice.
V poslední části svého toku se Mlýnský potok rozdvojoval do roku 1952. U 
zrušeného západního ramene se pak lze setkat s označením Kravská Morava (německy Kuh-March), Malá Morava (německy Kleine-March), Mlýnské rameno, Mlýnská strouha, Mlýnský náhon nebo Náhon Kamenného mlýna (německy Steinmühl Graben). Naopak část ramene protékající Lazci směrem k východním hradbám byla známá jako Lazecký potok (německy Laska Fluss). V raném novověku byl potok významným obranným prvkem pevnosti Olomouc.
Centrální evidence vodních toků Ministerstva zemědělství ČR obě hlavní části toku odděluje. První část vede pod názvem „Malá voda (Mlýnský potok)“ (IDVT 10100443), druhou část pod označením „Střední Morava – Mlýnský potok“ (IDVT 10100426).

## Průběh toku

### Řimice – Hynkov
Od Moravy se Mlýnský potok odklání v blízkosti vsi Řimice, těsně před objektem řimického jezu a přibližně 130 metrů před vstupem Moravy do území přírodního parku Pod Templem. V této části, mezi Řimicemi a Hynkovem, je Mlýnský potok také označován jako Malá voda. Dříve, před zbudováním římického jezu a zkapacitněním průtoku, nesl jméno Příkopa. Hlavní rameno Moravy, moderně označované jednoduše Morava, neslo historicky označení Samica. Z roku 1474, kdy byl položen nový práh, pochází dohoda mezi vrchností a mlynáři, takzvaná řimická smlouva. Ta omezovala počet mlýnů na Malé vodě. Mezi Řimicí a Hynkovem se jich nacházelo osm: Mladečský, Sobáčovský, Vavákův (Babakovský), Vísecký, Přední, Šargounský (Schargaunův), Březovský a Lhotský. V Litovli se kromě toho nacházela soukenická valcha. Řimická smlouva také zapovídala neschválené odvádění vody z koryta a úpravy žlabu a stanovovala věčnou, nezvýšitelnou činži mlynářů. Dvě třetiny vody měly podle ní být posílány po Samici, třetina vody po Příkopě. Moderní poměr průtoků obou ramen je přitom obrácený.

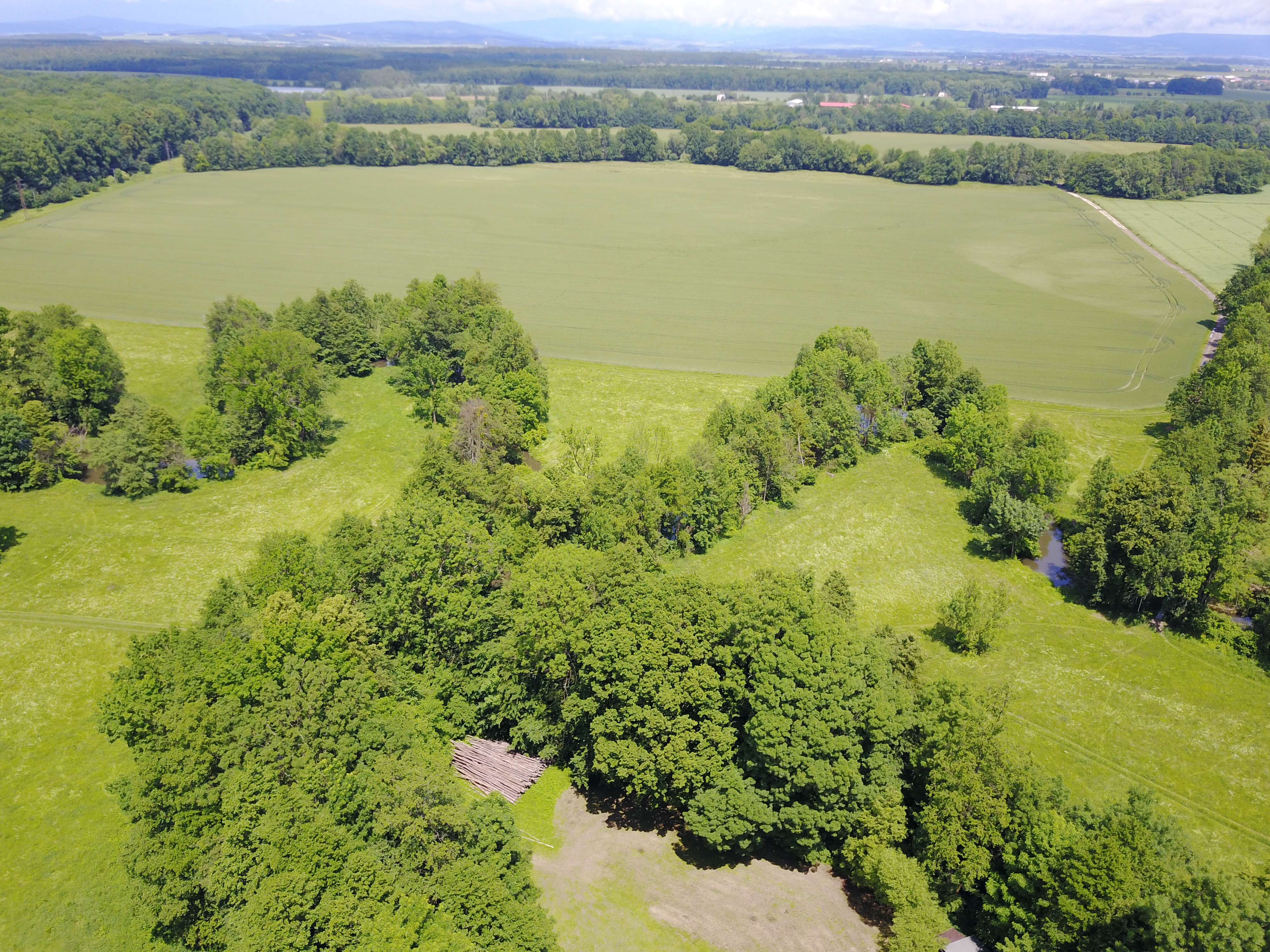
Dvě ramena potoka u Vísky: Malá voda a Mlýnský potok

Po necelých 200 metrech křižuje proud Malé vody dálnice D35, vybudovaná na přelomu 70. a 80. let. S potokem se dále spojuje pravostranný přítok Hraniční potok (říční km 16,390) a ihned poté vstupuje do severního výběžku oblasti chráněné jako přírodní památka Třesín (samotný vrch Třesín leží na jihozápadě).

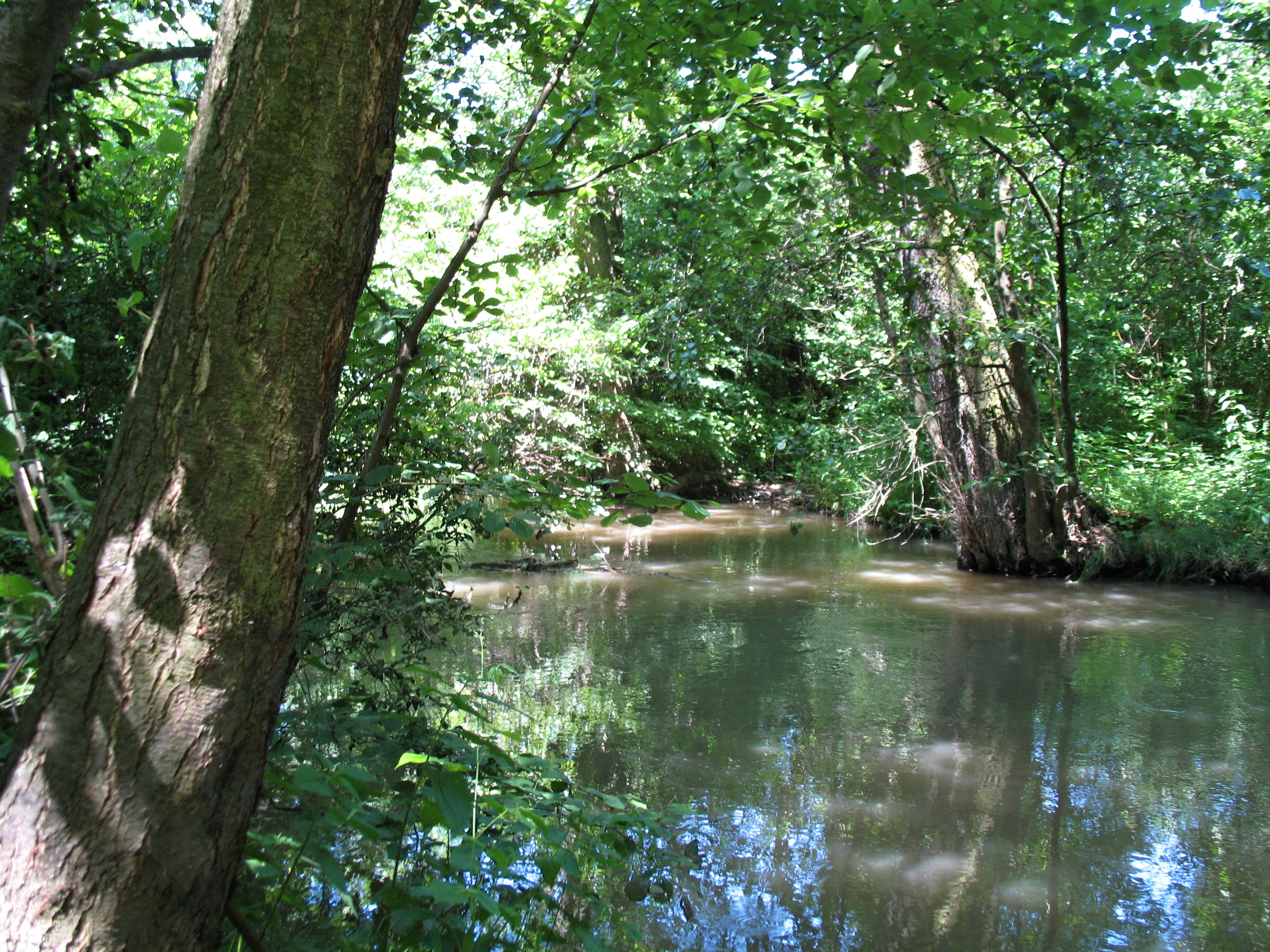
Přírodní památka Hvězda – místo, kde se protíná pět ramen Moravy

Dále se tok větví. Hlavní rameno, označované jako Malá voda, pokračuje přes pohyblivý jez Mladeč (říční km 16,170) pod dálnici D35, za níž vstupuje do přírodní rezervace Hejtmanka a posléze do národní přírodní rezervace Vrapač. Po opuštění této oblasti překračuje Malou vodu můstek pro pěší; potok a jeho těsné okolí za tímto místem vytváří přírodní památku Malá Voda, jež se táhne téměř až k Litovli. S vedlejším ramenem (Mlýnským potokem) se Malá voda opět stéká poblíž vesnice Víska (říční km 11,480). Těsně před soutokem (na říčním km 11,850) se nalézá pohyblivý jez Víska se třemi dřevěnými stavidly, jejichž pomocí je odváděna voda do strouhy k blízkému mlýnu. Centrální evidence vodních toků eviduje toto umělé rameno jako „bezejmenný tok“ (IDVT 10200226). Používána jsou však jména „Pilová voda“ či „Jalové rameno“.
Vedlejší rameno (náhon) tekoucí Mladčí, Sobáčovem a Vískou se nazývá Mlýnský potok a Centrální evidence vodních toků jej pod tímto názvem vede samostatně (IDVT 10188864). Objevuje se také označení Vísecký potok. V minulosti tento náhon sloužil především pro pohon mladečských a sobačovských mlýnů. Tvoří východní hranici PP Třesín a těsně před Mladčí se do oblasti této přírodní památky nakrátko vrací. V zástavbě obce Mladeč se k Mlýnskému potoku připojuje jako pravostranný přítok Rachavka, která do Malé vody přivádí vodu z Třesínské krasové zvodně.
Od soutoku u Vísky pokračuje Mladá voda či Mlýnský potok dál jako jediné rameno, stále v rámci PP Malá Voda. Před můstkem pro pěší se levostranně připojuje slepé rameno Zej (od německého „See“, jezero), dřívější oblíbené místo pro rybolov. Je hluboké 3–4 metry. Těsně před Litovlí se Malá voda protíná se třemi dalšími rameny Moravy – s Pastí neboli Stružkou, sbírající vodu z luk na sever od Vísky, dále slepým ramenem od litovelské městské části Komárov (podle Centrální evidence vodních toků nazývaným Cvičák) a konečně Muzejní vodou (též Valchovní strouhou), která z útvaru teče směrem do Litovle. Dále do Litovle pokračuje také Malá voda. Ramena vytvářejí přírodní památku Hvězda, pojmenovanou podle svého pěticípého tvaru. Po okraji Litovle pak Malá voda (v této části označovaná dříve jako Černá voda) teče pod silničním a železničním mostem k betonovému Staroštíkovu jezu z roku 1930 o celkové délce 20 m (říční km 9,770). Slouží ke vzdouvání vody do náhonu kolem Staroštíkova mlýnu (dříve také Přední, Jarošův, Prašivý). Tato strouha se do Malé vody navrací za dalším silničním mostem. Takto vytvořený ostrůvek, jehož osou je Nábřežní ulice, bývá nazýván Schutt či Engerle. Mlýnský náhon je v CEVT veden jako „bezejmenný tok“.

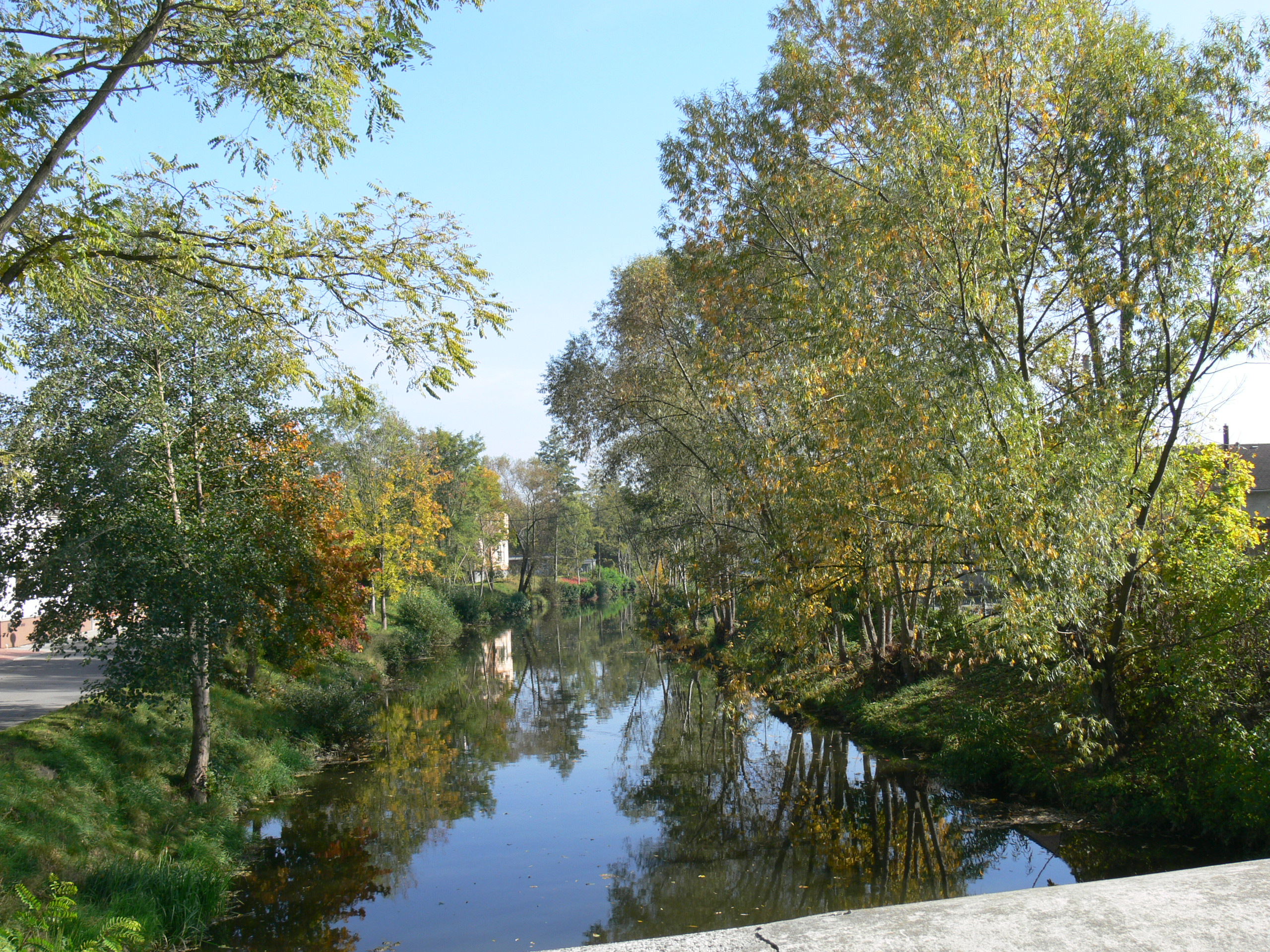
Malá voda (Mlýnský potok) v Litovli

V průběhu dalšího toku křižuje Mlýnský potok lávka a trojí potrubí, posléze se do koryta vrací Muzejní voda, jež se oddělila v Hvězdě. Krátce nato vstupuje potok do národní přírodní rezervace Ramena řeky Moravy. Na říčním km 7,900 se pak dostává ke stabilizačnímu jezu o celkové délce tělesa 32,6 m, který původně vzdouval vodu do náhonu pro mlýn Šargoun (Schargaunův mlýn). Tento mlýn býval patřil původně k tvrzi, zmiňované již v roce 1267. Strouha však již neexistuje a v areálu mlýna sídlí Hanácký jezdecký klub Litovel. Další jez se pak nachází na říčním km 6,535, slouží k odvádění vody z koryta ramenem zvaným Bahénka (také Odrážka) do hlavního toku Moravy. Právě v okolí tohoto koryta bylo možné po opětovném vysazení bobrů na počátku 90. let možné pozorovat stopy jejich činnosti. Okolní lesy byly předtím značně poškozeny přítomností vládní bažantnice (ročně až 50 000 bažantů) a s ní souvisejícím vysazováním smrkových monokultur, od tohoto typu podnikání se však po roce 1989 ustoupilo.

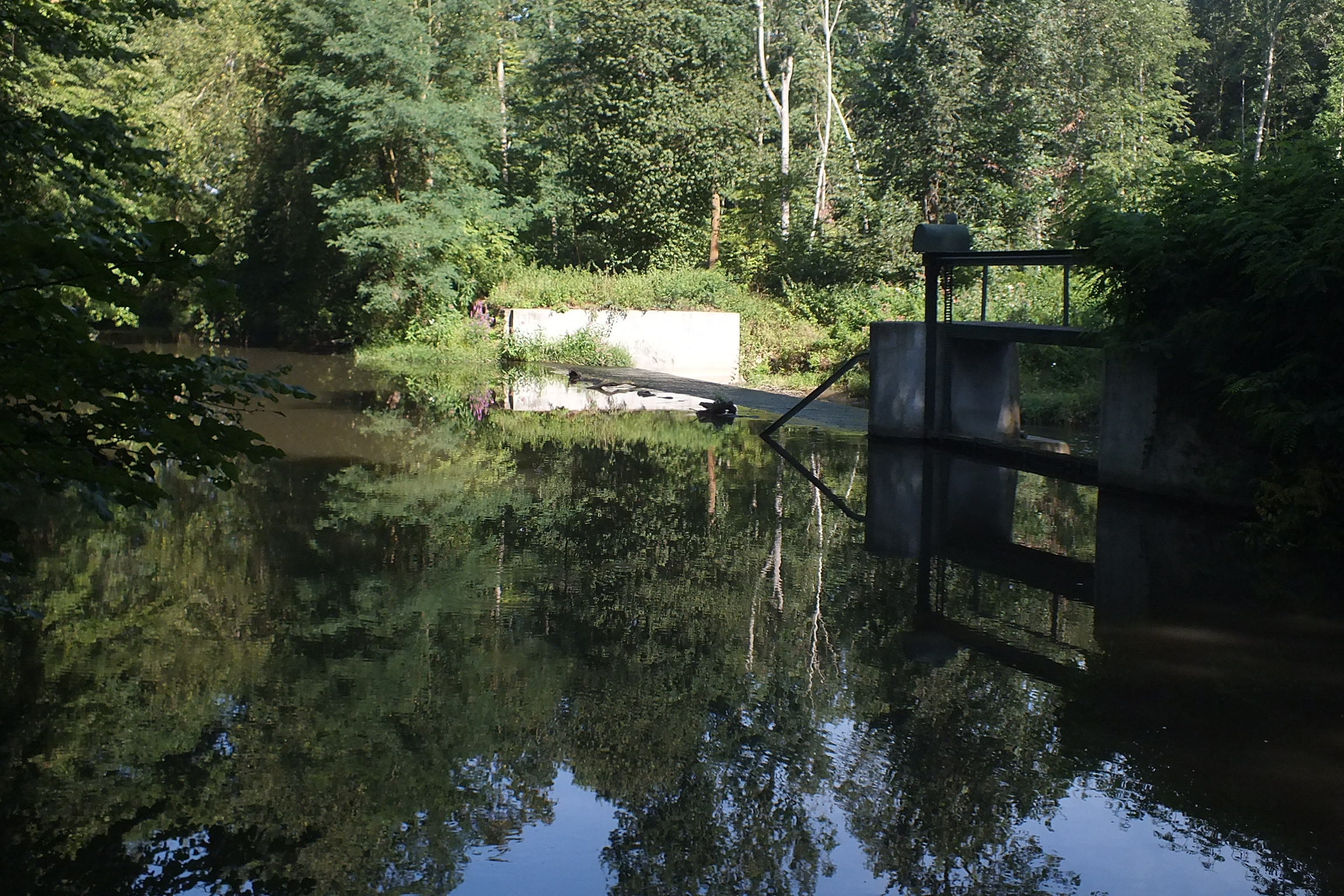
Malá voda a Odrážka (Bahenka)

Dalším objektem na řece je elektrárna na území obce Březové. V této obci stál „po věky“ mlýn, v 16. století k němu přibyla také pila. Požár v roce 1893 však budovy zcela zničil. 31. prosince 1906 byl zahájil provoz „rolnické elektrárny“ – firma ČKD zde nainstalovala turbínu, která byla roku 1934 nahrazena modernější Kaplanovou turbínou. Následuje pohyblivý jez se stavidly (říční km 2,510) těsně před Lhotou nad Moravou. Ten rozděluje vody do dvou ramen: hlavní rameno přivádí vodu do náhonu dřevařských závodů, vedlejší rameno teče přes dva kilometry souběžně s Malou vodou pod názvem Svodnice. Obě větve křižují u Lhoty nad Moravou silniční mosty. Malá voda se po opětovném soutoku se Svodnicí konečně vrací zpátky do hlavního toku Moravy nad Hynkovem. Celková délka Malé vody činí 18,7 km a plocha jejího povodí je 53,84 km². Průtok je proměnlivý a závisí zejména na množství vody z Moravy, která je do koryta vpouštěna, regulace je zajišťována stavidly.

### Hynkov – Olomouc
Společně s hlavním korytem Moravy teče Mlýnský potok asi 250 metrů, posléze se znovu odděluje před jezem Hynkov. V tomto krátkém úseku spojuje Morava všechny své vody v jediném korytě. Od chvíle, kdy se podruhé vydá vlastní trasou, je Mlýnský potok, a to až do definitivního soutoku s Moravou, znám také jako Střední Morava. Asi 150 metrů po osamostatnění potok překonává most pro pěší, u něj se nachází obtížná kamenitá peřej (Hynkovská peřej), místo pravidelných slalomových závodů.

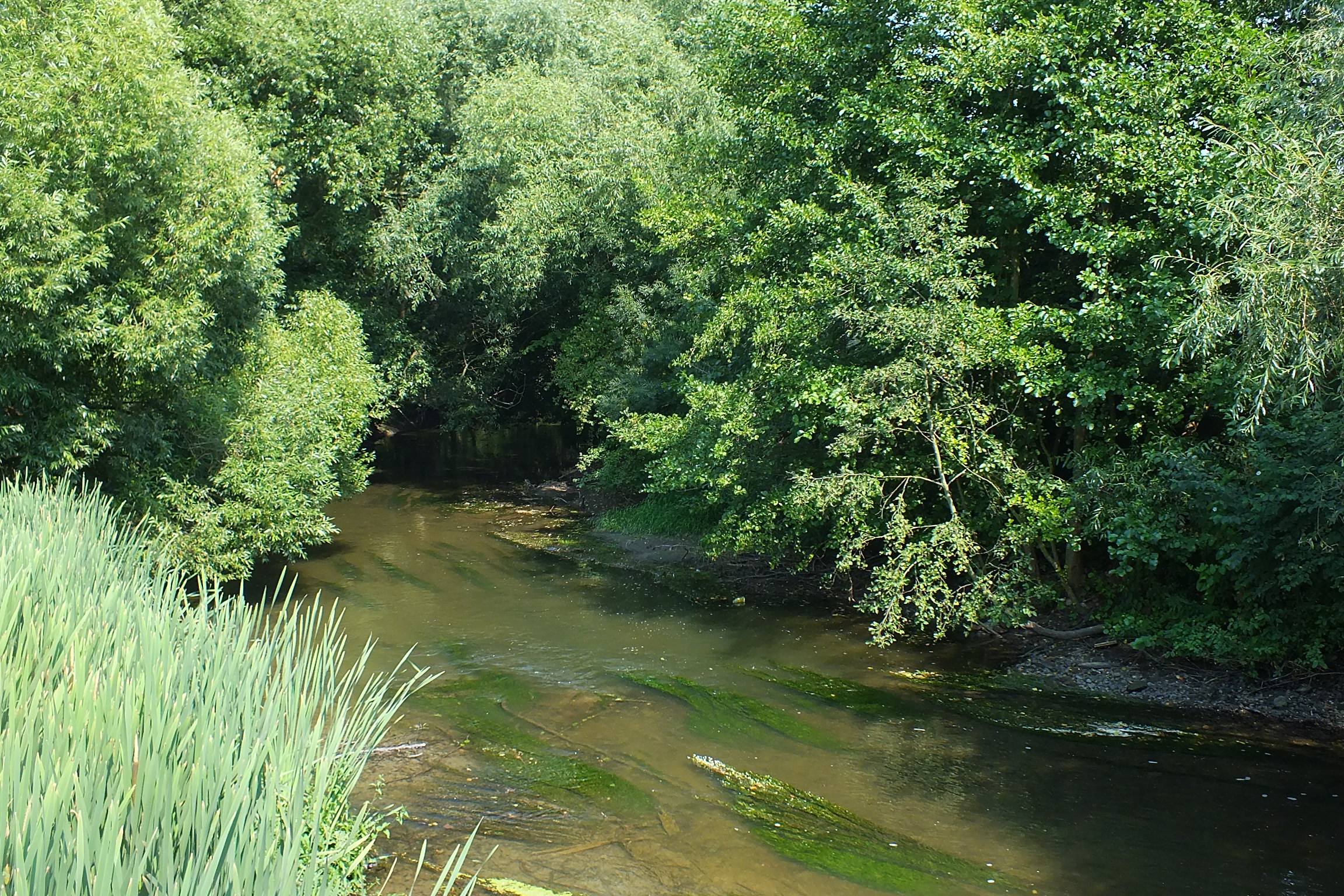
Malá voda (Mlýnský potok) ve Lhotě nad Moravou

Následně potok obkružuje ze severu a východu přírodní rezervaci Kenický. Po několika meandrech tvoří na přibližně sedmi stech metrech Mlýnský potok jihozápadní hranici přírodní rezervace Panenský les. Tato přírodní rezervace, tvořená lužním lesem málo zasaženým lesnickou činností, vykazuje známky erozní činnosti obou souběžných toků (Mlýnského potoka i Moravy) a horní část jejího geologického podloží tvoří povodňové sedimenty a fluvizemě.

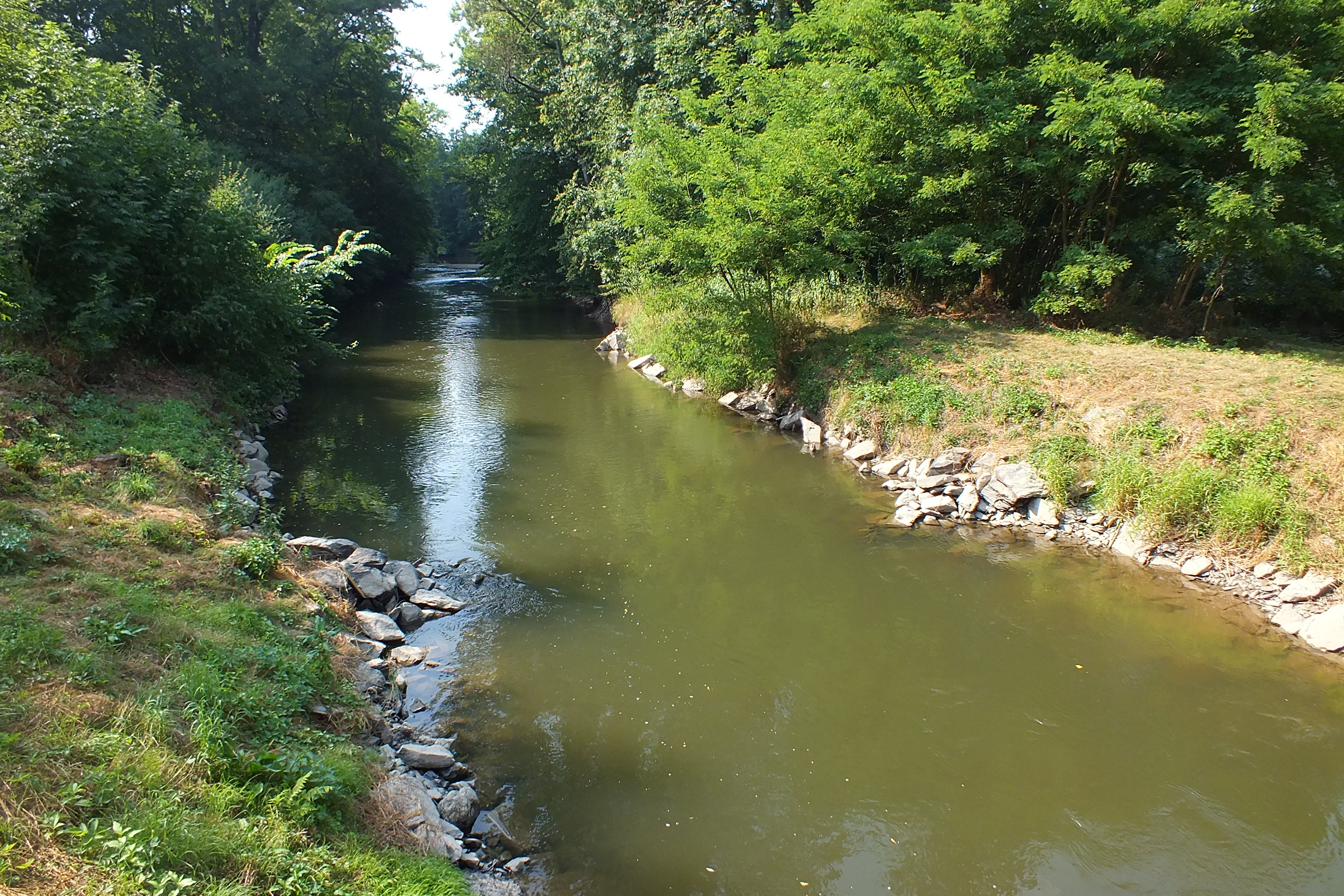
Mlýnský potok po opětovném oddělení z toku Moravy u Hynkova

Poblíž rozcestí U Tří mostů jej křižuje nejprve silniční most a poté i potok Cholinka, původně označovaný jako potok Kobylník, popřípadě Častava, a to až do 20. let 20. století; název Častava se později přenesl na jižnější potok Rozvižď. V minulosti se v této lokalitě nacházela myslivna. 
Tok Cholinky dále ústí do Moravy a je možné jej při sjíždění řeky při příznivém stavu vody využít k návratu do koryta Moravy.
Během dalšího toku k jihovýchodu Mlýnský potok nejprve těsně mine Podhradský rybník a posléze teče asi 700 m souběžně s potokem Častava. Ta byla dříve, před rozšířením melioračními strouhami, nazývaná Rozvižď či Rozvišť podle jiného blízkého rybníka. Spojovací rameno mezi Střední Moravou a Častavou využívá koryto Kobylníku (Cholinky), který těmito místy protékal, než byl úpravami přiveden do Moravy severněji. Kolem tohoto spojovacího ramene se nachází drobnější přírodní památka Častava. V CEVT je rameno vedeno coby „bezejmenný tok“ (IDVT 10205913). Častava křižuje Mlýnský potok na severním okraji zástavby obce Horka nad Moravou; samotný Mlýnský potok pak pokračuje dále vesnicí. Od 13. století je v Horce doložen mlýn. Z roku 1655 pochází údaj, že měl čtyři mouční složení, dvě složení na proso a jednu stoupu na olej. Ta fungovala ještě v roce 1841. Na místě mlýna byla později vybudována vodní elektrárna.

### Olomouc
Dále na jihovýchod, mezi Chomoutovem a jezerem Poděbrady, vstupuje tok do katastrálního území města Olomouc. Krátce poté překlenuje Mlýnský potok pěší lávka a těsně za ní se nachází jez Chomoutov (říční km 9,05). Tento objekt potok rozděluje a část vody odvádí do hlavního koryta Moravy „odlehčovacím kanálem Chomoutov“ (IDVT 10219462). Ihned za jezem ústí do tohoto spojovacího ramene Častava.

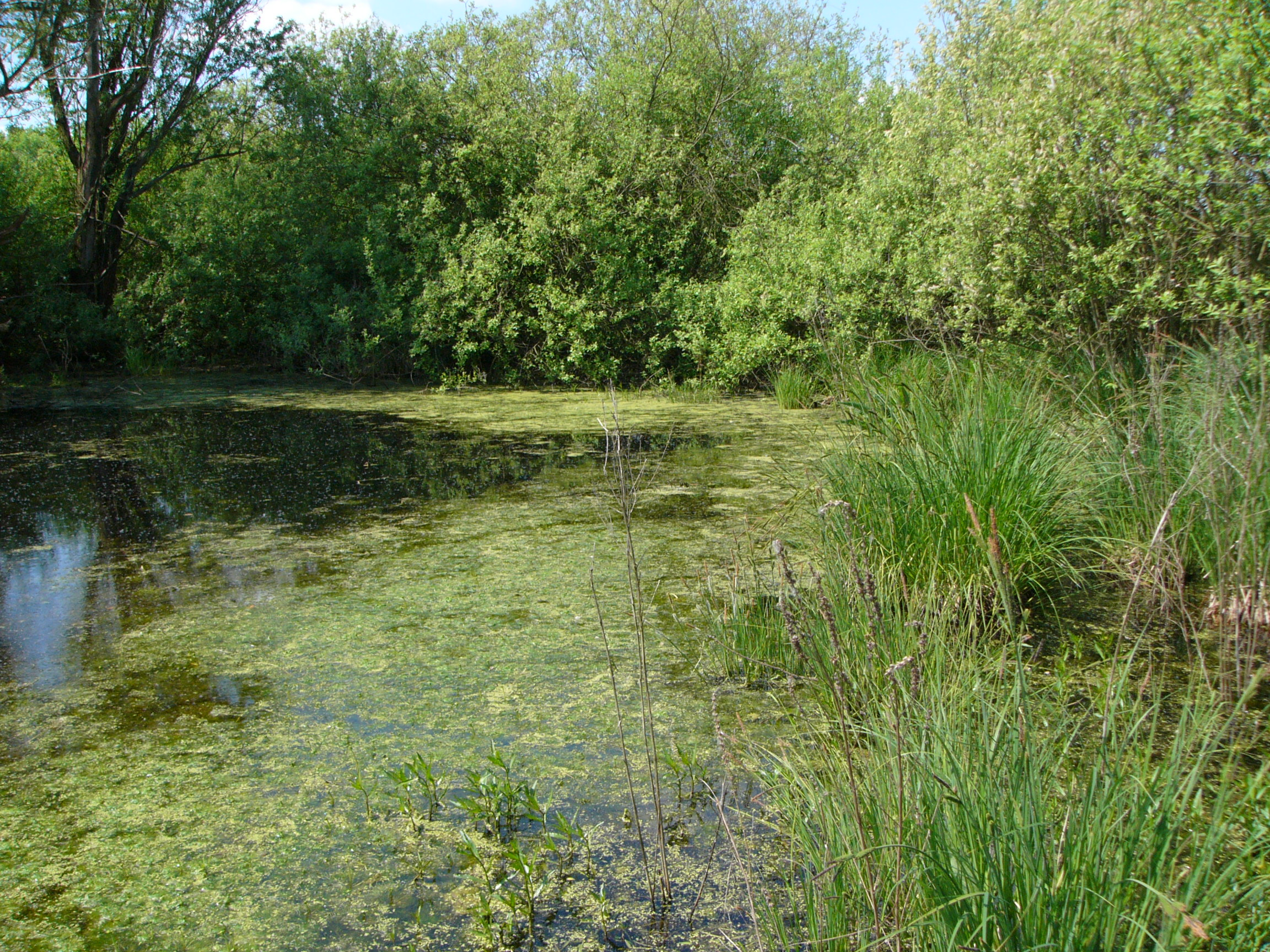
Přírodní rezervace Plané loučky

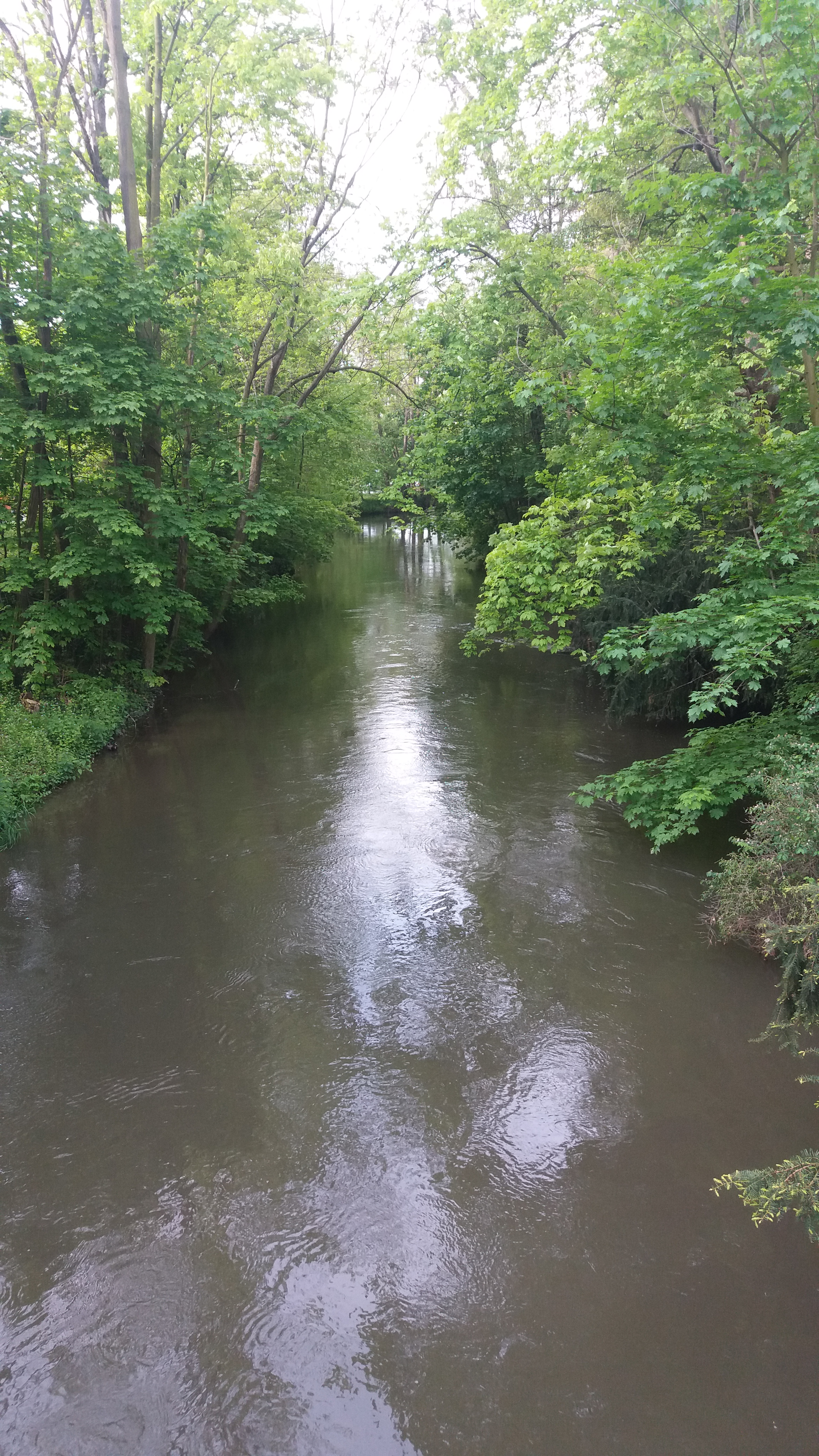
Mlýnský potok v Olomouci

Střední Morava poté teče přes přírodní rezervaci Plané loučky, kde meandruje slatinnými loukami. Byl zde doložen jediný výskyt škeblovky zobcovité na českém území, naposledy v roce 2003. Po opuštění Planých louček následuje nízký most pro pěší a cyklisty, 100 metrů za ním pak nebezpečný jez s vysokou hrází, příslušející k malé vodní elektrárně (říční km 5,7). Poblíž této elektrárny se v minulosti nacházela také plovárna. Potok zde opouští CHKO Litovelské Pomoraví. Ihned za elektrárnou se připojuje drobný potůček tekoucí od Horky (v CEVT nepojmenovaný a vedený v kategorii „ostatní vodní linie“, IDVT 10205776). Mlýnský potok pak teče kolem řepčínského průmyslového areálu, je překonáván technickým mostem s potrubím a silničním mostem. V této oblasti se nacházejí mělčiny a peřejka. Po vstupu do městské části Hejčín následuje další potrubí a silniční most, těsně za ním se pak nachází místo, kde stávala vodní elektrárna. V letech 1911–1912 byla vybudována na místě mlýna. Po roce 1948 však byla znárodněna a posléze zrušena, po roce 1989 pak byla její budova zcela zdemolována.
Za další pěší lávkou následuje městská část Lazce. V ní Mlýnský potok nejprve křižuje technický most, poté silniční most Lazecké ulice a dva pěší můstky, třetí můstek a větší silniční most Dobrovského ulice jsou již za hranicí městské části. V Lazcích byl Mlýnský potok označován také jako Lazecký potok (německy Laska Fluss) a nacházel se na něm Lazecký mlýn. První zpráva o něm pochází z roku 1298. Vodu získával také z hlavního koryta Moravy, do Mlýnského potoka byla přiváděna náhonem od černovírského jezu. Jez a náhon byly v roce 1901 poškozeny a mlýn byl přestavěn na parní. Jeho provoz skončil poté, co v roce 1932 vyhořel. V roce 1995 byl na jeho místě vystavěn finanční úřad.
Tok následně obkružuje z východní strany ostroh s dómem a historickým jádrem Olomouce. V této oblasti se nachází lávka, silniční most Komenského ulice a tramvajový most. Za dalším pěším můstkem vplouvá Mlýnský potok do rozsáhlého městského parku, Bezručových sadů. Zde obvykle končí vodáci sjíždění Střední Moravy. V parku se nacházejí další tři pěší můstky, za jeho hranicí pak další dva. Přinejmenším od roku 1213 zde stál Jakubský mlýn (německy Jacobi Mühle), ten však byl v roce 1909 odkoupen městem a po požáru stržen.

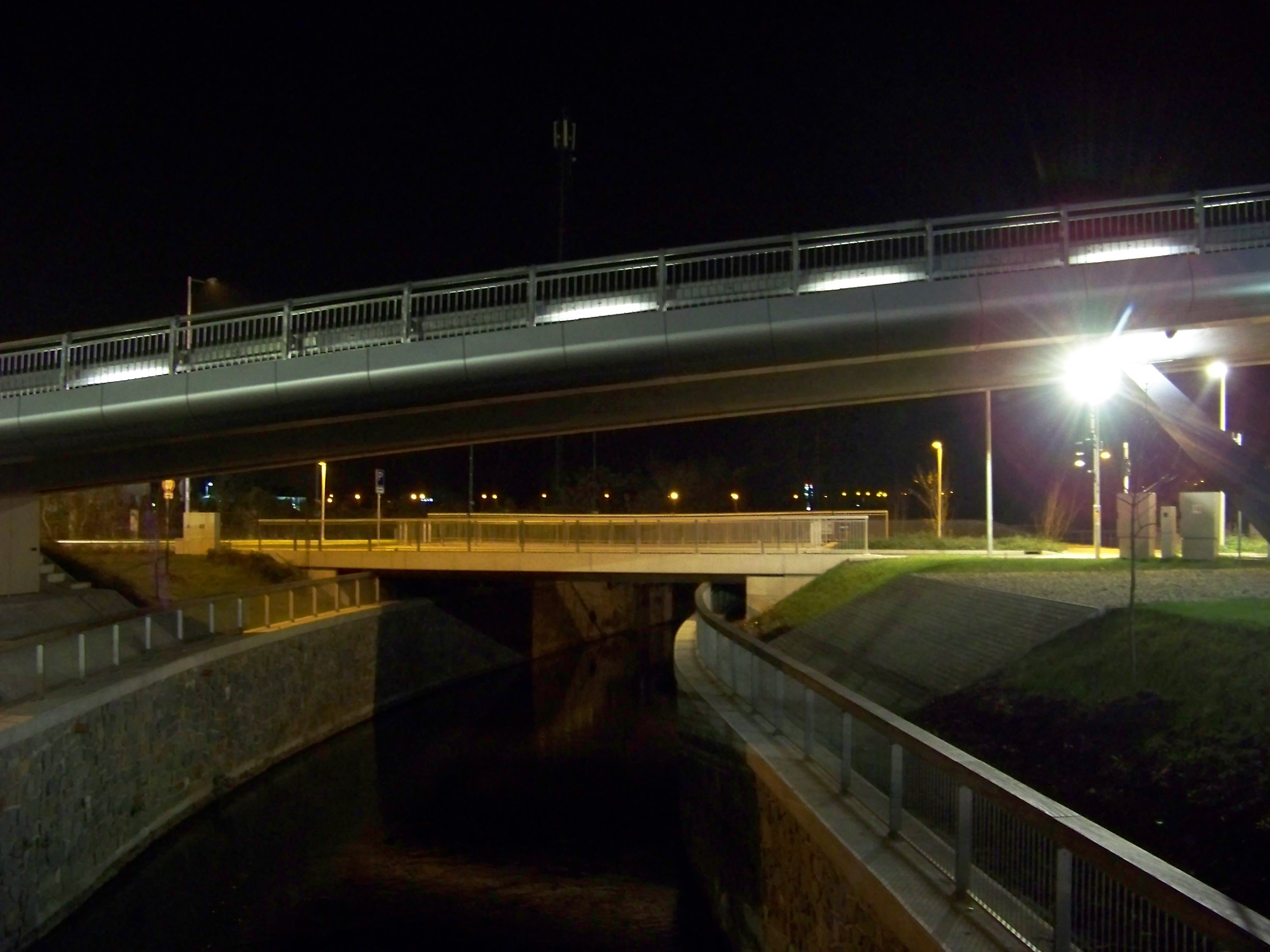
Mosty přes Mlýnský potok u Šantovky

Mezi lety 1505 a 1641 stála v této oblasti také městská papírna, pravděpodobně nejstarší na Moravě. Při obnovení v roce 1689 byla přesunuta k hlavnímu rameni Moravy. Mlýnský potok dále míjí ravelin č. 27 a následně je překonáván velkým silničním mostem ulice 17. listopadu. Dále teče kolem obchodního centra Galerie Šantovka. Toto západní rameno, kanál Šantovka, je v CEVT vedeno jako „bezejmenný tok“ (IDVT 10188446). Přívod vody do kanálu je umožněn historickým jezem (jez Šantovka). V minulosti sloužilo rameno jako náhon pro Nový mlýn (Kadlecův mlýn), později obtékalo tovární komplex podniku MILO, předního českého výrobce rostlinných tuků a jedlých olejů. Výrobna, která svou polohou u soutoku řek ohrožovala životní prostředí, byla uzavřena po vybudování nové surovárny v městské části Holice v roce 1997. V roce 1997 zde ukončila provoz také malá vodní elektrárna, když byla poškozena povodněmi. Přes Mlýnský potok vede od Šantovky lávka pro pěší a silniční most, následuje opětovný soutok s kanálem, ihned za soutokem potom železniční most (Železniční trať Olomouc – Senice na Hané). V oblasti železničního mostu se historicky nacházelo krátké spojovací rameno mezi Mlýnským potokem a Moravou se Salcarovým mlýnem. Ten byl zdemolován po roce 1841, kdy jej koupila vojenská správa. V úseku před definitivním soutokem obou ramen se potom nachází ještě jeden silniční most a nový jez. Samotný soutok leží v severní části městské čtvrti Nové Sady. Od Hynkova do soutoku s Moravou je Mlýnský potok (Střední Morava) dlouhý celkem 17,85 km.

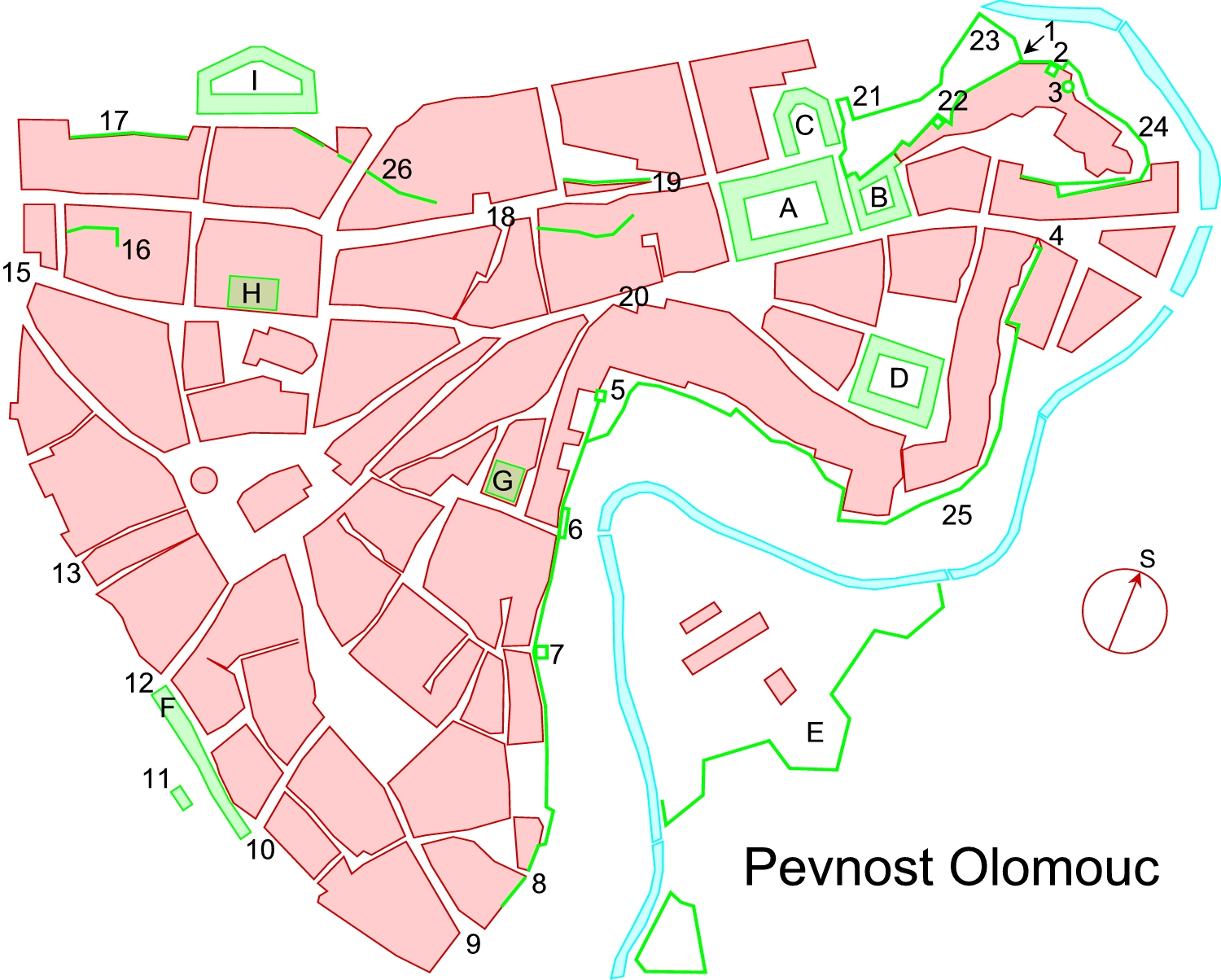
Pevnost Olomouc s Mlýnským potokem na východní straně

V historii Olomouce hrál Mlýnský potok významnou úlohu. Jeho okolí bylo v blízkosti města osídleno přinejmenším od středověku, před hradbami se nacházely zahrady, mlýny a dvorce. Za Hradskou branou ležela mezi dvěma rameny Moravy osada Ostrovy. Poblíž potoka se nacházely také Rybáře (v blízkosti Jakubského mlýna), Bělidla (za Rohelskou branou, s mlýnem) a ostrovní Lazce, rovněž se zahradami a mlýnem. Popis z roku 1249 zachycuje tok řeky z Lazců kolem Olomouckého hradu, s přítoky Černice, Babí strouha a Žezník (též Zezník, Sezník, Stezník), a druhé rameno Mlýnského potoka, tekoucí po západní straně města a usnadňující obranu města. V pevnostním systému druhé poloviny 18. století protékala obě ramena hradbami a byla opatřena stavidly. Kromě obranné funkce fungovalo západní rameno rovněž jako zdroj vody pro vodárnu před Dolní branou a pohon Kamenného mlýna. Na místě tohoto toku se nachází olomoucká třída Svobody, potok je od roku 1952 zrušen a na po celé délce zasypaného koryta je položen kanalizační sběrač. Obě ramena se stékala jižně od Olomouckého návrší, poblíž tržnice.
Význam Mlýnského potoka pro obranu pevnosti v raném novověku byl značný. Západní rameno Mlýnského potoka obtékalo Korunní pevnůstku. Díky soustavě stavidel a propustí mohly být najednou vpuštěním vody do inundačních kotlin zaplaveno přibližně 73 % obvodu pevnosti, přičemž z vody vystupovaly jednotlivé pevnůstky a hradby. Stará stavidla se nalézala u Rohelské brány a Dolní brány, novější vodohospodářské objekty pak v bastionu č. 11, v týlu bastionu č. 16 pod Dómským pahorkem, v týlu detašovaného ravelinu č. 27; další byly umístěny na toku Moravy.